# ایستگاه مین استریت (تورنتو)
ایستگاه مین استریت (انگلیسی: Main Street station) یک ایستگاه مترو در خط ۲ بلور–دانفورث در تورنتو، انتاریو، کانادا است.